# Mediatyzacja
Mediatyzacja (niem. Mediatisierung) była na początku XIX wieku procesem prawnym, który pozbawił niepodległości wiele drobnych państewek na terenie Świętego Cesarstwa Rzymskiego i poddał je pod zwierzchnictwo władców większych tworów państwowych na terenie Niemiec.

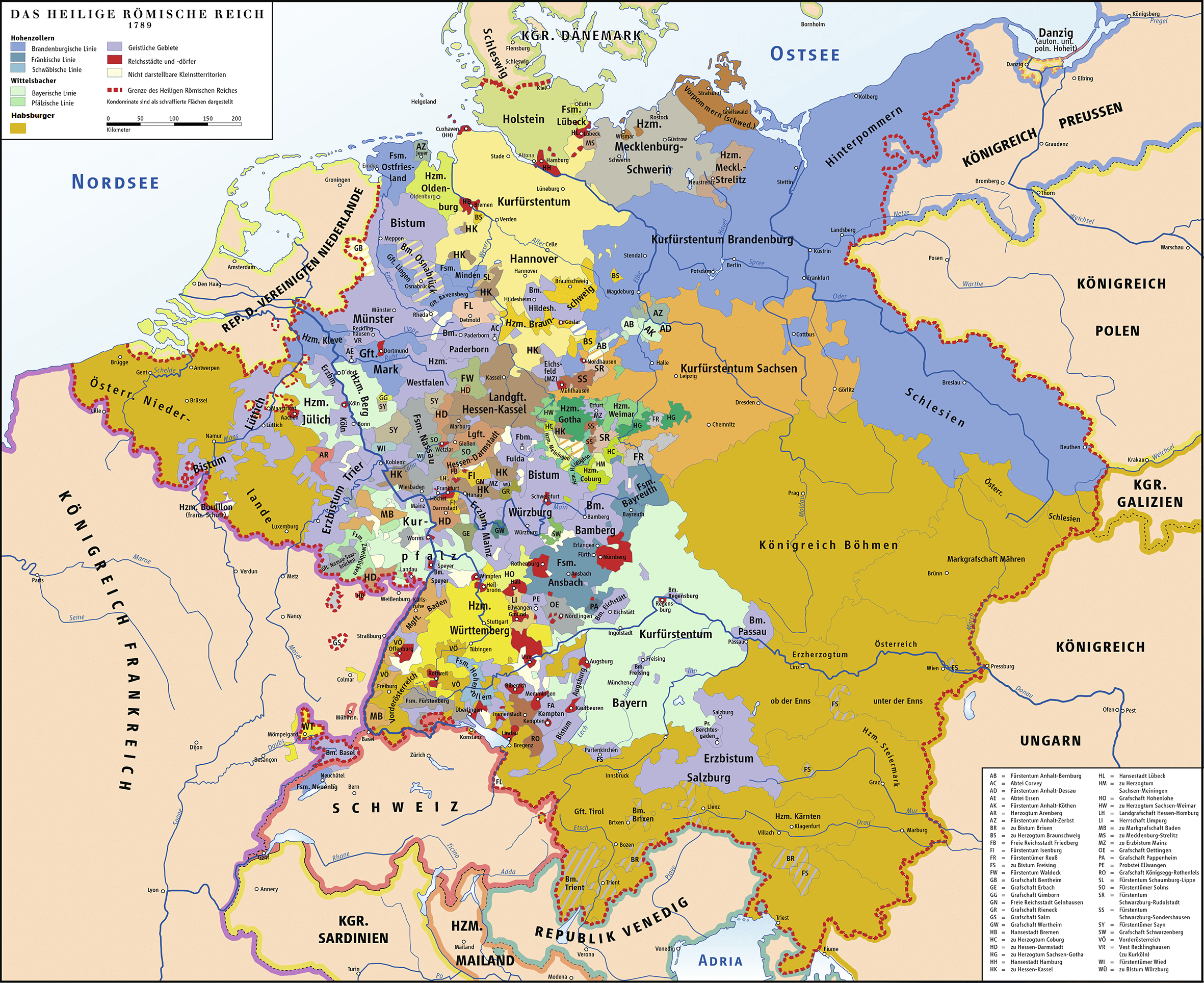
Mapa Rzeszy z 1789 r., z ukazaniem licznych państewek podległych mediatyzacji

Po pokoju westfalskim z 1648 Rzesza składała się z około 360 państw pozostających pod nominalnym zwierzchnictwem cesarza. Mediatyzację rozpoczęto w 1801 r. od sekularyzacji 77 władztw kościelnych oraz zniesienia niepodległości 41 wolnych miast Rzeszy, 6 wsi ze statutem podległych tylko Rzeszy oraz 90 mniejszych państewek szlacheckich. Dalsze mediatyzacje z lat 1806 i 1815 zredukowały liczbę państw niemieckich do 38, przy czym do 1918 r. dotrwało 36 (po aneksji przez Prusy Hanoweru i Hesji-Kassel).
Byłe rody panujące w zmediatyzowanych państwach zachowały poprzez akt Bundu z roku 1815 swą suwerenność rodową: były nadal równe rodem dynastiom aktualnie panującym, ich członkowie byli zwolnieni od służby wojskowej i podatków i zachowali pewne prawa (tzw. patronat) przy obsadzaniu stanowisk w szkolnictwie i kościele. W dawnym Almanachu Gotajskim te rody należały do tzw. (fr.) Deuxième Partie, Les Maisons seigneuriales médiatisées, podczas gdy inni książęta, w tym wszyscy polscy posiadacze tytułu, umieszczani byli w Troisième Partie, Les Maisons princières non-souveraines i nie byli równymi rodem panującym. Znane i obecnie, zmediatyzowane rody niemieckie to np. Hohenlohe, Thurn und Taxis, Castell czy Schwarzenberg.
Jedynymi księstwami niemieckimi, które uniknęły mediatyzacji, są Luksemburg i Liechtenstein, a także dwa wolne miasta – Brema i Hamburg (obydwa do dziś są miastami na prawach kraju związkowego w Republice Federalnej Niemiec).
Mediatyzacja odbyła się także w Królestwie Włoch w trakcie procesu zjednoczenia po 1861 r.